# Homenaje (obra de teatro)
Homenaje es una obra de teatro de Bernard Slade, que data de 1978 y fue estrenada en España en 1980.

## Argumento
Robert Templeton, escritor y que trabaja como agente de prensa, es un hombre querido por todo el mundo, dada su contagiosa forma de ver el mundo.Es un hombre bromista, alegre y deseoso de hacer feliz a todo el mundo.Pero por otro lado, ahora que se descubre enfermo, lo único que le interesa es ganarse el cariño y respeto de la única persona que no tiene: su propio hijo Dick, al que abandono de pequeño tras divorciarse de su mujer. Scottie hará, todo lo posible, por conseguir su perdón. También pululan por la obra la doctora que trata a Robert (doctora Petrelli), su amante ocasional (Carol), su exesposa y su íntimo amigo (Andy).

## Representaciones destacadas
- Brooks Atkinson Theatre. Broadway, 1 de junio de 1978.
  - Dirección: Arthur Storch.
  - Intérpretes: Jack Lemmon, Robert Picardo, Catherine Hicks, Rosemary Prinz.
- Teatro de la Comedia, Madrid, 27 de septiembre de 1980. Estreno en España
  - Dirección: Arturo Fernández.
  - Escenografía: Corominas.
  - Intérpretes: Arturo Fernández, Ana Marzoa, Paula Martel, Rosario García Ortega, Guillermo Hidalgo, Juan Calot, posteriormente sustituido por Javier Viñas